# Solidaritetshuset
Solidaritetshuset (tidigare Solidaritetsrörelsens Hus) är en byggnad på östra Södermalm i Stockholm, som hyser ett 40-tal föreningar med inriktning på freds-, miljö- och solidaritetsarbete och andra ideella ändamål, möteslokaler samt ett bibliotek. 

## Läge och byggnadshistorik
Solidaritetshuset ligger i området Barnängen och byggnaden uppfördes 1782 som magasin till Barnängens manufaktur, en textilfabrik. Miljön skildras i Per Anders Fogelströms roman Vävarnas barn. 1829–1846 disponerades lokalerna av Hillska skolan, en internatskola för pojkar.
Lars Johan Hierta köpte Barnängsfabriken 1848, bosatte sig i huvudbyggnaden och drev bland annat sidenväveri fram till 1867. 1877 byggdes huset om till bomullsväveri och försågs med trapptorn.
1927 genomfördes ytterligare en ombyggnad och tillbyggnad varvid byggnaden fick sitt nuvarande utseende. Från början av 1950-talet fram till 1982 använde Stockholms stads arbetsvårdsbyrå och senare landstinget byggnaden till så kallade halvskyddade verkstäder. Här fanns också Stockholms första träningslägenheter för funktionshindrade.

## Solidaritetshuset historik

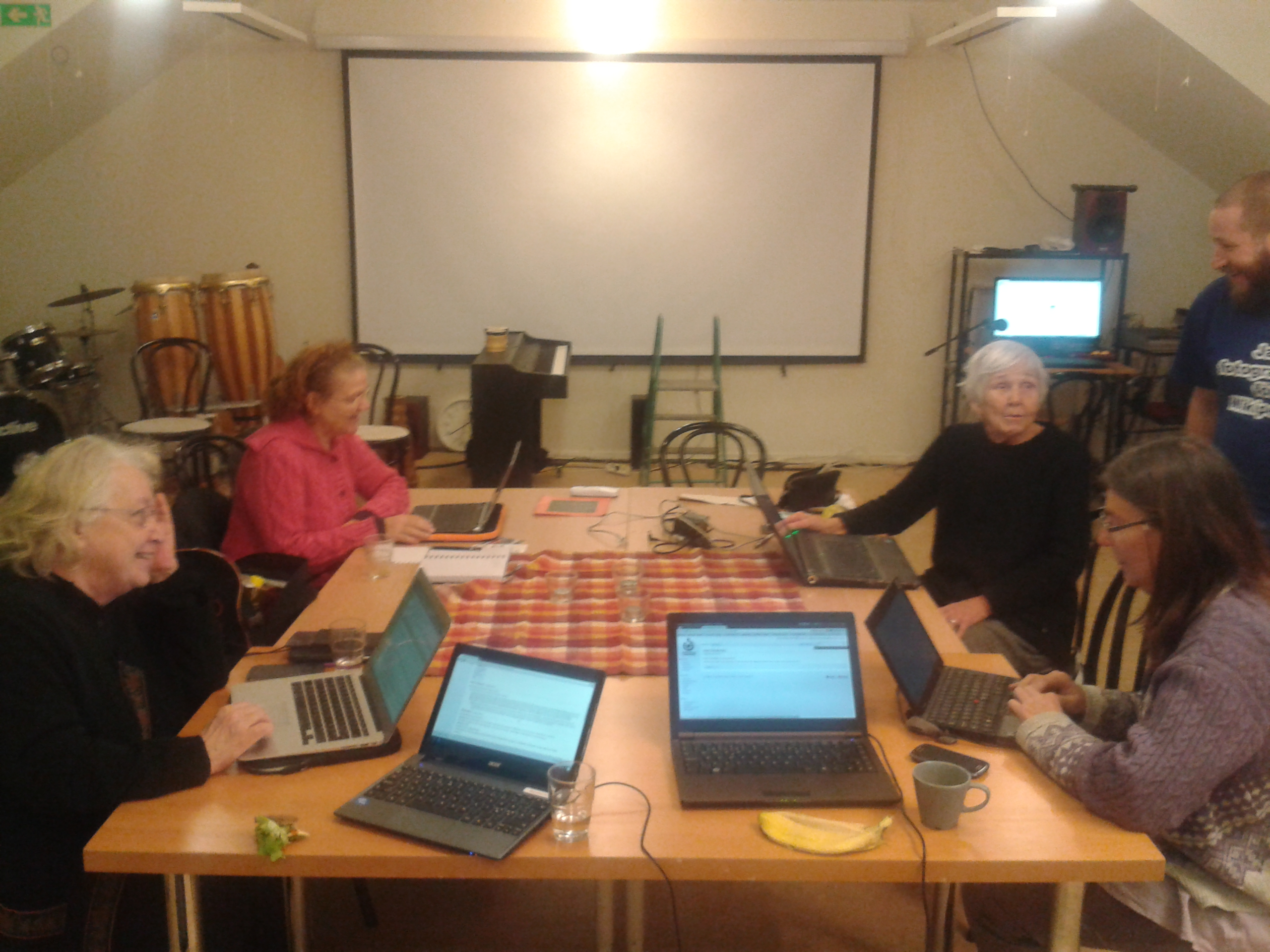
Skrivarstuga i Solidaritetshuset, 2013

Några solidaritetsorganisationer, Afrikagrupperna, Chilekommittén, Svalorna med flera, började 1979 att söka efter ett gemensamt hus och uppvaktade kommunen i frågan. Mellan 1982 och 1996 fick Solidaritetsrörelsen hyra huset av Stockholms kommun, och föreningarna rustade upp lokalerna för att passa verksamheten. Sedan december 1997 ägs och förvaltas huset av Solidaritetshuset ekonomisk förening.

## Solidaritetshusets verksamhet
Solidaritetshusets kontorslokaler hyrs av föreningar som arbetar med bland annat globala rättvisefrågor och freds-, miljö- och genusfrågor, till exempel Latinamerikagrupperna, Framtidsjorden, FIAN, Svenska Fredskommittén, Feministiskt Perspektiv, Afrikagrupperna, Folkkampanjen mot kärnkraft-kärnvapen och AIESEC. I huset finns även Världsbiblioteket.